# James Steacy
Pour les articles homonymes, voir Steacy.
James Steacy (né le 29 mai 1984 à Saskatoon) est un athlète canadien, spécialiste du lancer du marteau.
Son meilleur lancer est de 79,13 m à Lethbridge en mai 2008. Il a participé aux Championnats jeunesse à Debrecen à la fois pour le marteau et pour le lancer du disque (13e) et a été finaliste à Pékin (12e). Lors de la Xe Coupe du monde à Athènes, il a terminé 6e en tant que représentant des Amériques. Il est médaillé d'argent à Melbourne lors des Jeux du Commonwealth de 2006. Avec un lancer à 74,16 m, il remporte le titre des Jeux du Commonwealth de 2014.